# Thomas Marlay
Thomas Marlay (1691-1756) est un homme politique et juge irlandais qui termine sa carrière comme Lord Chief Justice of Ireland. On se souvient surtout de lui pour la reconstruction de l'abbaye de Celbridge et comme grand-père de l'homme d'État Henry Grattan. 

## Jeunesse
Il est né à Creevagh Beg, près de Ballymahon, comté de Longford. Sa mère, Elizabeth Morgan, est la fille de Robert Morgan de Cottlestown, comté de Sligo, et de son épouse Bridget Blayney de Castleblayney, comté de Monaghan. Son père, Anthony Marlay, est arrivé récemment en Irlande en provenance de Newcastle upon Tyne, où le grand-père de Thomas, Sir John Marlay (député) (en) (1590-1673) a été un politicien local influent, maire de Newcastle et député. On se souvient surtout de lui pour sa défense énergique de la ville contre l'armée écossaise pendant la guerre civile anglaise . De petits commerçants, les Marlays deviennent parmi les plus riches exportateurs de charbon à Newcastle . 
George Marlay, évêque de Dromore 1745-1763, est le frère cadet de Thomas et donne son nom à Marlay House, construite par son gendre, David La Touche. David est député, membre du Conseil privé d'Irlande et premier gouverneur de la Bank of Ireland. Il épouse la fille de George, Elizabeth en 1761. 

## Début de carrière
Thomas fait ses études à l'Université de Dublin et, contrairement à de nombreux avocats de son temps, il est un érudit considérable, titulaire de diplômes de baccalauréat ès arts et de doctorat en droit. Il est admis au Middle Temple et appelé au barreau. Il constitue rapidement un grand cabinet au barreau irlandais, bien qu'Elrington Ball ait déclaré qu'il n'était pas très estimé en tant qu'avocat. Un pamphlet anonyme de 1730, qui présente un point de vue quelque peu jauni du barreau irlandais, le décrit comme "un sage raffiné": on ne sait pas si cet hommage à son intellect était ironique ou non . 
Il est élu à la Chambre des communes irlandaise comme député de Limavady en 1715 et comme député de Lanesborough de 1727 à 1731. Il est nommé solliciteur général de l'Irlande en 1720 et procureur général de l'Irlande en 1727. Il est élevé à la magistrature en tant que Lord Chief Baron en 1730 et devient Lord Chief Justice de la Cour du Roi en Irlande en 1741. 

## Juge

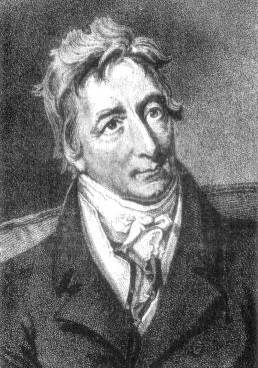
Henry Grattan, petit-fils de Thomas Marlay

Son procès le plus mémorable en tant que Lord Chief Justice est l’affaire dite du parjure Annesley, Annesley v. Lord Anglesey, en 1745. C’est l’un des procès résultant de la célèbre bataille juridique opposant James Annesley à son oncle, Richard Annesley (6e comte d'Anglesey) (en) quant à savoir lequel d'entre eux est le titulaire légitime du titre et des domaines d'Anglesey; l'affaire aurait inspiré le roman Enlevé ! de Robert Louis Stevenson. Le procès dure vingt-deux heures sans une seule pause et Marlay, qui aurait normalement dû être secondé par deux ou trois collègues, le mène seul. Le verdict est favorable à James, mais il meurt avant son oncle sans avoir repris possession de ses biens. 
Une charge de travail aussi lourde que celle de Marlay devait inévitablement nuire à sa santé, et à partir de 1749, il est trop malade pour passer aux assises. il prend sa retraite en 1751 pour des raisons de santé. Il meurt à Drogheda en 1756, alors qu'il rendait visite à son collègue Henry Singleton (juge) (en). Il est un personnage populaire et sa mort semble avoir été véritablement pleurée: un article de Dublin publiant des vers louant sa gentillesse, ses manières parfaites et son érudition (le dernier point étant plutôt inhabituel chez les juges irlandais de l’époque) . 

## Famille
Marlay reconstruit l'abbaye de Celbridge, dont on se souvient surtout comme la patrie d'Esther Vanhomrigh, la bien-aimée Vanessa de Jonathan Swift. 
Il épouse Anne de Laune (décédée en 1769)  fille de Charles de Laune, en 1707, et a dix enfants, dont plusieurs meurent jeunes. Leurs enfants survivants sont le colonel Thomas Marlay ; Richard Marlay, évêque de Clonfert et, plus tard, évêque de Waterford ; Anthony, qui hérite de l'abbaye de Celbridge; et Mary, mère de l'homme d'État Henry Grattan. 